# Le Baiser au lépreux
Le Baiser au lépreux est un roman de François Mauriac paru en 1922 aux éditions Grasset. C'est le premier succès de son auteur auprès du public avec plus de 18 000 exemplaires vendus en quelques mois et une réception élogieuse de la critique littéraire. Le roman est considéré comme le premier chef-d'œuvre de l'auteur.

## Historique
François Mauriac, après en avoir composé le plan général en janvier 1920, écrit le Baiser au lépreux de juillet à septembre 1921 dans la maison familiale de Saint-Symphorien. Dans la première version, le roman, initialement intitulé Dormir plutôt que vivre, puis simplement Péloueyre avant que Bernard Grasset incite Mauriac à changer de titre et choisir une référence à la vie de François d'Assise, était construit à la première personne, et faisait apparaître ou se développer trois autres personnages secondaires. Mauriac décide de retravailler la forme et supprime des passages concernant les personnages de Daniel Trasis, d'une part, qui constituera le personnage central du Fleuve de feu (1922) et de Félicité et Fernand Cazenave dont l'histoire sera développée dans Genitrix (1923). Le texte parait dans Les Cahiers verts no 8 de mai 1922 avant d'être édité en livre la même année en novembre, toujours aux éditions Grasset.
François Mauriac dédie son livre à son ami le romancier Louis Artus qui fit séjour chez lui durant l'écriture de l'œuvre.

## Résumé
Jean Péloueyre est un hideux jeune homme tout juste âgé de vingt-trois ans. Très complexé par son apparence physique, il fuit spécialement les femmes. Lors de la visite des Cazenave, Jérôme Péloueyre, son père, lui annonce qu’il souhaite, selon la suggestion du curé du village, qu'il épouse Noémi d’Artiailh. Surpris et fou de joie, il est étonné d’apprendre qu’une femme serait d’accord pour cette union malgré son aspect physique. Jean, amoureux de Noémi, ne veut que le bonheur de sa nouvelle épouse et découvrir les plaisirs du corps. Il se rend vite compte que sa seule présence induit chez elle une répulsion physique incontrôlable et que la jeune femme se laisse dépérir. Pour lui infliger le moins de souffrance possible, il lui épargne sa présence et part chasser tôt le matin pour ne rentrer que tard le soir. Le curé propose à Jean de partir à Paris faire une étude bibliographique. Voyant dans cette proposition un salut pour eux deux, il accepte.
De retour après quelques mois d'errance dans la capitale, il retrouve sa femme transfigurée et épanouie par son absence, alors que lui-même s'est encore plus délabré. Noémi recommence à perdre de son éclat et Jean désespère. Il décide de s'occuper d'un ami tuberculeux et va à son tour contracter la maladie, empirant au plus haut point son état. Noémi prend conscience du sacrifice qu’il fait pour elle et alors essaye de se convaincre qu'elle en est amoureuse. Jean meurt, et Noémi doit prendre le deuil durant trois ans. Courtisée par le jeune médecin qui soignait son mari et auquel elle était particulièrement sensible, bien que capable de refréner tout élan, elle se tourne vers la religion et adopte volontairement le rôle de la pieuse veuve, renonçant à toute passion terrestre.

## Personnages
- Jean Péloueyre est un jeune homme hideux et complexé, remettant sa Foi en question. Se cachant de leurs regards, Jean, pessimiste sur son avenir amoureux, doute de ses chances. Honteux de sa personne, il mène une fuite permanente.
- Noémi d’Artiailh est une mignonne demoiselle un peu rondelette. Candide, c’est une jeune femme très simple, soumise à Dieu et à son mari, éteinte aux passions de la chair, presque idéale selon le canon bourgeois du temps. Elle ne voit pas au-delà du corps repoussant de Jean Péloueyre et ne cherche pas à le connaître. Poussée par ses parents, elle fait un mariage de raison car « on ne refuse pas un Péloueyre ».
- Jérôme Péloueyre est le père de Jean. Homme hypocondriaque et grincheux, il règne en despote sur sa maison et son entourage.

## Éditions
- Le Baiser au lépreux, éditions Grasset, 1922[6]
- Le Baiser au lépreux, réédité avec Genitrix, sous le titre Les Peylouère, éditions Calmann-Lévy, 1925
- Le Baiser au lépreux et Genitrix édition définitive, Librairie Hachette, 1928 (gravures sur bois de Paul Baudier)